# Adolfo de Luxán Meléndez
Adolfo de Luxán Meléndez (Guadalajara, 11 de noviembre de 1946) es un político español.  Es el tercero de 9 hermanos, entre ellos Carlos, José María, y Javier de Luxán Meléndez, políticos españoles. Es nieto de Adolfo Meléndez Cadalso, jugador, uno de los fundadores, y Presidente del Real Madrid C.F., y general del ejercito español, y descendiente directo de Manuel de Luxán y Ruíz Morillo, político español del siglo XIX, y Diputado y Secretario de las Cortes de Cádiz. Adolfo de Luxán Meléndez tuvo dos hijos, Adolfo, y Berta.
Inició su carrera política en 1967, con actividades contra la dictadura franquista,  mientras estudiaba Medicina en la Universidad Complutense de Madrid. Fue detenido, expedientado, multado y, el 26 de enero de 1968, expulsado de la Universidad, por lo que no pudo finalizar la carrera que estaba estudiando. Desde 1972 perteneció a la organización en Madrid del PSOE en la clandestinidad. Impulsó la sección del Abroñigal, antecedente de la agrupación de Retiro. Desempeñó diversos cargos en el PSOE: primero en la coordinadora clandestina de la Agrupación Socialista de Madrid y posteriormente en la Comisión Ejecutiva de la Federación Socialista Madrileña (FSM), como secretario de Relaciones Políticas.
Apoyó a su esposa, Gloria Castilforte Aparicio, en la creación, apertura y funcionamiento de  la Librería Materia, localizada en la calle Ibiza de Madrid, que sufrió diversos atentados de la extrema derecha durante la Transición, época en la que tuvo cierto renombre, y donde escritores, como Rafael Alberti, y políticos, como Felipe González, hicieron presentaciones de libros.

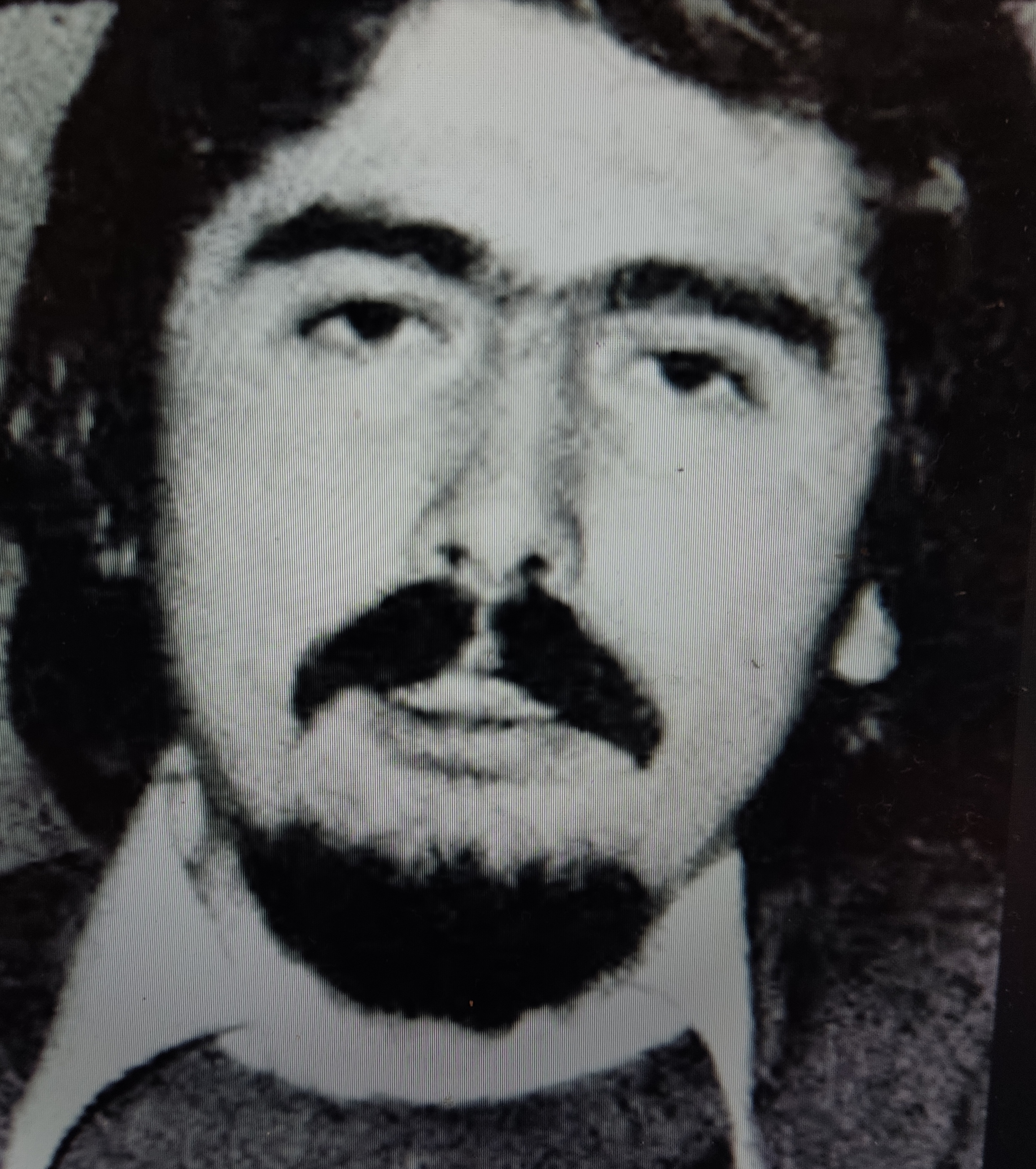
Adolfo de Luxan Melendez de joven

Fue concejal por el PSOE en el Ayuntamiento de Madrid en el primer Ayuntamiento democrático tras la dictadura franquista, tras las elecciones municipales de 1979. Inicialmente fue responsable de Relaciones Sociales en el Ayuntamiento,pasando en febrero de 1981 a dirigir la Delegación de Servicios Internos del Ayuntamiento. A finales de 1981 dimitió como concejal junto con otros dos concejales socialistas (Juan Franco Flórez, y Mariano López San Román), en solidaridad con el teniente de alcalde Alonso Puerta, expulsado del PSOE tras denunciar “un caso de corrupción” en las contratas de limpieza del Ayuntamiento. Tras este episodio, abandonó la política temporalmente.

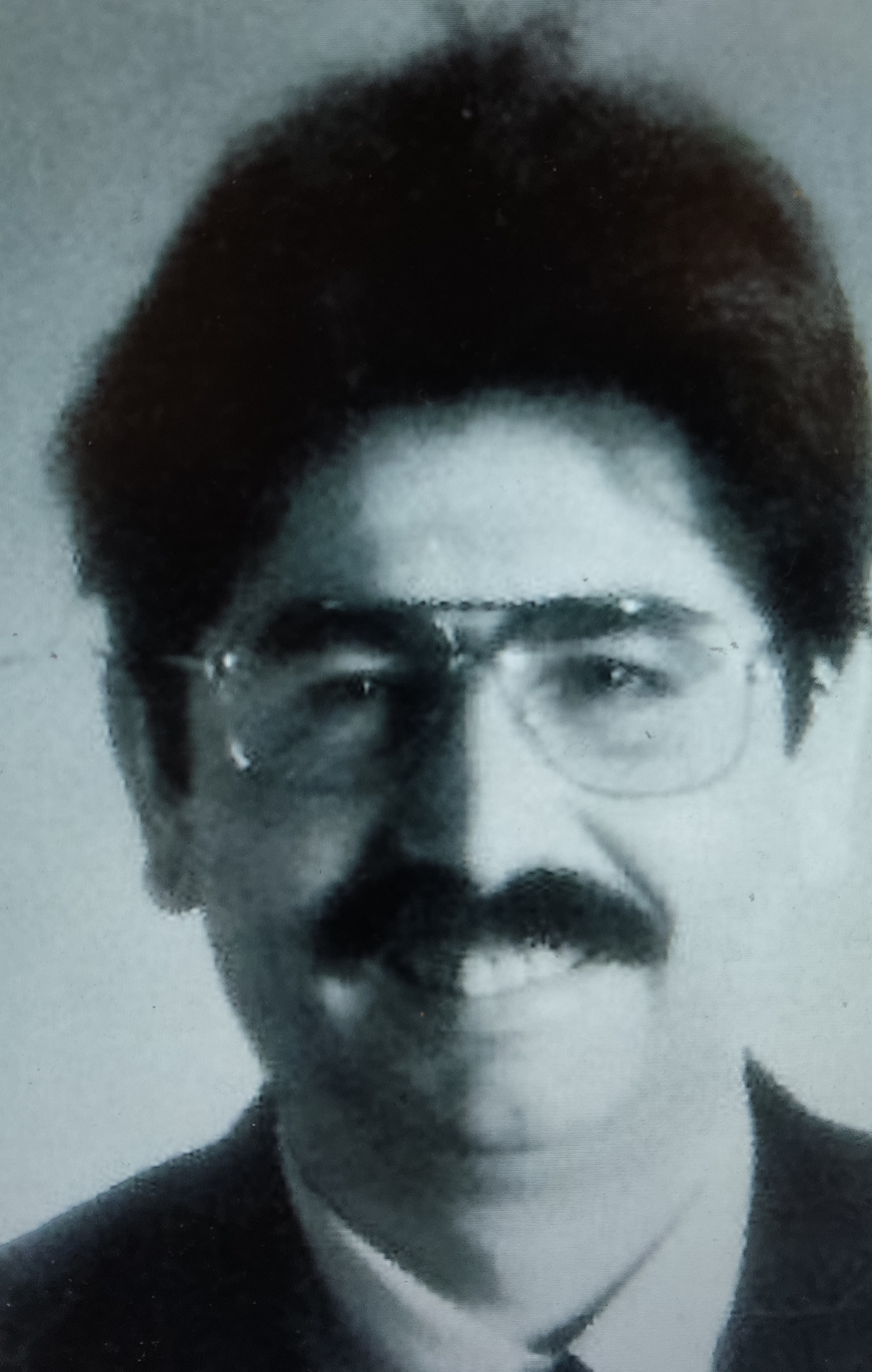
Adolfo de Luxán Melendez en el momento en que es Diputado Asamblea Madrid

De la mano de Alonso Puerta, volvió a la política como Secretario General de Madrid del Partido de Acción Socialista (PASOC), partido que en ese momento estaba integrado en Izquierda Unida (IU), cargo que ocupó entre 1986 y 1996. Fue miembro del Consejo Político Federal, así como de la Presidencia de Madrid de Izquierda Unida. Fue diputado autonómico por IU entre 1991 y 1999 en la Asamblea de Madrid en la III y IV legislatura, resultando elegido en las elecciones autonómicas de 1991, y de 1995. En la tercera legislatura realizó 11 iniciativas parlamentarias, y en la cuarta 53. Fue ponente por IU en el Congreso de los Diputados de la Reforma de 1998 del Estatuto de Autonomía de la Comunidad de Madrid, pactada por los tres grupos políticos de la cámara. Destacó su labor parlamentaria de vigilancia del peligro de los grupos ultra de extrema derecha.
Participó activamente en la decisión del PASOC de salir de Izquierda Unida, debido a su oposición a la política llevada a cabo por IU de pinza con el Partido Popular (PP) contra el PSOE. Meses después abandonó el partido.
Entre 2001 a 2007 fue Secretario y patrono de la Fundación Indalecio Prieto, histórico dirigente del PSOE antes y durante la Guerra Civil Española, y que ocupó varios ministerios.
Se reincorporó al PSOE como militante de base.